# Johann Jacob Vitriarius

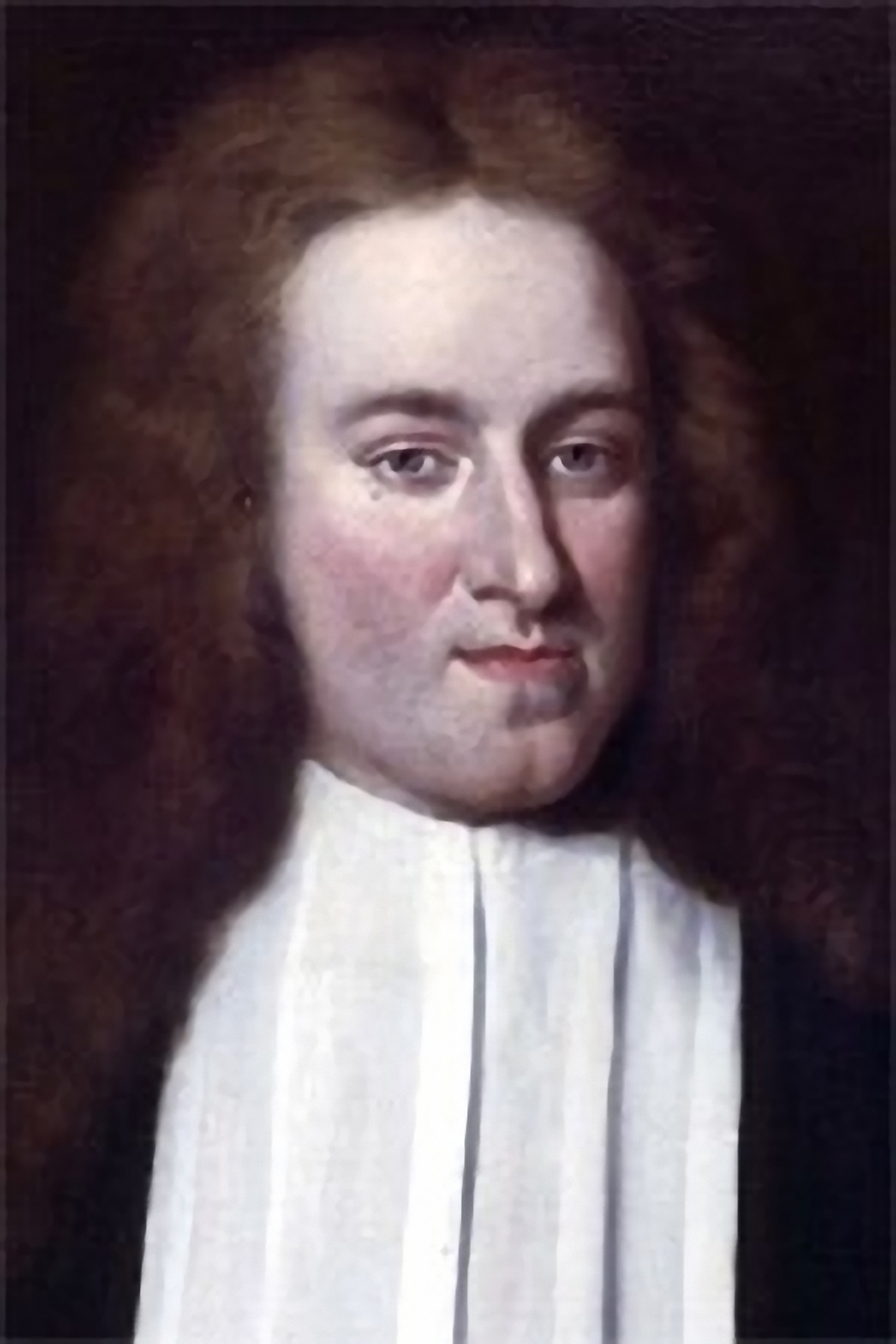
Johann Jacob Vitriarius

Johann Jacob Vitriarius (auch:  Joannes Jacobus Vitriarii, Johanne Jacobo Vitriario; * 8. Juni 1679 in Genf; † 12. Dezember 1745 in Leiden) war ein Schweizer Rechtsgelehrter und Verfasser massgebender Rechtswerke.

## Leben
Johann Jacob Vitriarius war der Sohn von Philipp Reinhard Vitriarius (1647–1720), einem Rechtsgelehrten der an der Universität Genf und Universität Leiden aktiv gewesen war. In Leiden wurde er als elfjähriger am 23. September 1690 in den Matrikeln der Hochschule deponiert. Unter seinem Vater absolvierte er ein Studium der Rechtswissenschaften. 1706 wurde er Professor des Staats-, Natur- und Völkerrechts an der Universität Heidelberg. Am 4. Juni 1708 wurde er als Professor des bürgerlichen Zivilrechts an die Universität Utrecht berufen. Das Amt trat er am 17. September 1708 mit der Rede De usu juris publici universalis an. Hier beteiligte er sich auch an den organisatorischen Aufgaben der Akademie und wurde 1714/15 Rektor der Alma Mater. 1719 erhielt er einen Ruf als Nachfolger seines Vaters als Professor für Öffentliches Recht an die Universität Leiden. Dieses Amt trat er am 15. Januar 1720 mit der Rede de Juris naturae necessitate et utilitate an. 1721/22 und 1737/38 wurde er auch in Leiden Rektor der Alma Mater.
Bei Vitriarius in Leiden studierten u. a. Paul Joseph Riegger (1705–1775), Nikolaus Ludwig von Zinzendorf (1700–1760) und Sigmund von Haimhausen (1708–1793).
Seine Kollegen widmeten ihm 1743 die Münze „Justitia in nummis“.
Zu den Verhandlungen zum Frieden von Utrecht 1712 bis 1713 war er der Protokollführer.

## Schriften
- Oratio funebris in obitum Aatonii Schultingii. Halae Magdeburgicae, 1734.[1]
- Annotati ad Grotii de jure belli ac pacis libros tres. 1724.
- Annotata ad Sam. Stryckii examen juris feudalis. XVIII century. 1724.
- Notes on Roman Law. Alexander Boswell, 1724.
- Observationes in Hugonem Grotium de Jure Belli ac Pacis. 1728–29. Alexander Boswell, 1724.
- mit Philippus Reinhardus Vitriarius, Johann Franz Buddeus: Institutiones Juris Naturae et Gentium ad Methodum Hugonis Grotii. Samuelem Luchtmans, Leiden 1734.[1]